# HMT Empire Windrush
HMT „Empire Windrush”, pierwotnie MV „Monte Rosa” – niemiecki oceaniczny statek pasażerski w eksploatacji od 1931 roku, podczas II wojny światowej zarekwirowany przez marynarkę wojenną (Kriegsmarine), po wojnie przekazany Wielkiej Brytanii w ramach reparacji wojennych, gdzie pod nazwą „Empire Windrush” służył jako transportowiec wojska do zatonięcia w 1954 roku.
W 1948 roku na pokładzie statku do Anglii przybyło kilkuset imigrantów z Indii Zachodnich. Wydarzenie to wyznacza początek fali imigracyjnej z dawnych kolonii brytyjskich, trwającej do 1971 roku, w ramach której w Wielkiej Brytanii osiadło ponad 500 tys. osób.

## Historia

### MV „Monte Rosa”
Statek pasażerski „Monte Rosa” zbudowany został w stoczni Blohm und Voss w Hamburgu dla linii żeglugowych Hamburg Südamerikanische Dampfschifffahrts-Gesellschaft (HSDG). Wodowanie miało miejsce 4 grudnia 1930 roku, a budowa zakończona została w marcu 1931 roku. Była to ostatnia z pięciu bliźniaczych jednostek tego armatora („Monte Olivia”, „Monte Sarmiento”, „Monte Cervantes”, „Monte Pascoal”) przeznaczonych do kursów z Hamburga do Buenos Aires. W dziewiczy rejs na tej trasie statek wypłynął 21 marca. Na pokład statek mógł zabrać 2408 pasażerów – 1372 pasażerów w klasie turystycznej (drugiej) i 1036 w klasie trzeciej, na międzypokładzie, a także 272-osobową załogę. Poza trasą transatlantycką „Monte Rosa” obsługiwała także rejsy z Hamburga do Londynu. Od 1934 roku w ramach nazistowskiego programu Kraft durch Freude statek odbywał także rejsy wycieczkowe po Morzu Śródziemnym i do Skandynawii. Podczas typowego rejsu do Buenos Aires statek zawijał do portów w Vigo, Las Palmas, Rio de Janeiro, Santos, São Francisco do Sul, Rio Grande i Montevideo, po czym wyruszał w drogą powrotną, odwiedzając te same porty. Podróż w tę i z powrotem trwała około trzech miesięcy.
Po wybuchu II wojny światowej 11 stycznia 1940 roku statek zarekwirowany został przez niemiecki rząd, po czym jako okręt koszarowy stacjonował w Szczecinie. W latach 1942–1943 wykorzystywany był do transportu wojsk pomiędzy okupowaną Danią a Norwegią. W listopadzie 1942 roku na jego pokładzie z Norwegii wywiezionych zostało 46 Żydów, którzy trafili następnie do obozu zagłady Auschwitz-Birkenau; ocalały jedynie dwie osoby. W okresie od października 1943 do marca 1944 roku zakotwiczony był w norweskim fiordzie Altafjorden, gdzie pełnił funkcje koszarowe i warsztatowe, wspierając stacjonujący tam pancernik „Tirpitz”, po czym powrócił do służby transportowej. W sierpniu 1944 roku okręt został uszkodzony przez minę na Morzu Bałtyckim w drodze z Norwegii do Świnoujścia. Po naprawie 15 stycznia 1945 roku powrócił do służby jako statek szpitalny. 16 lutego jednostka wpłynęła na minę w pobliżu Półwyspu Helskiego, po czym została odholowana do portu w Gdyni. Po przeprowadzeniu niezbędnych napraw okręt wyruszył na holu do Kopenhagi, zabierając na pokład ludność niemiecką uciekającą przed postępującymi wojskami radzieckimi, a następnie do Kilonii, gdzie dotarł 24 czerwca.

### HMT „Empire Windrush”
31 sierpnia 1945 roku jednostka została przekazana rządowi brytyjskiemu w ramach reparacji wojennych. Statek stał się własnością Ministerstwa Transportu Wojennego (Ministry of War Transport), a 1 kwietnia 1946 roku – Ministerstwa Transportu (Ministry of Transport). Na operatora 8 listopada 1945 roku wytypowana została spółka New Zealand Shipping Company.
Pomiędzy 22 czerwca 1946 a 18 marca 1947 roku statek został zaadaptowany do roli transportowca wojsk. Prace przeprowadzone zostały w stoczni Alexander Stephen and Sons w Glasgow. 21 stycznia 1947 roku jednostka otrzymała nazwę HMT „Empire Windrush”. Przez następnych kilka lat statek odbywał regularne kursy na trasie Southampton – Gibraltar – Suez – Aden – Kolombo – Singapur – Hongkong, zabierając na pokład żołnierzy brytyjskich powracających do kraju z odległych zakątków imperium brytyjskiego, gdzie stacjonowali oni podczas wojny. Po wybuchu wojny koreańskiej w 1950 roku trasa statku została przedłużona do Kure w Japonii.
W 1948 roku „Empire Windrush” odbył rejs z Australii, przez Atlantyk i Karaiby, do Anglii, odwiedzając m.in. Kingston na Jamajce, skąd miał zabrać powracających z przepustki lotników służących w Royal Air Force (RAF). Jako że większość miejsc na pokładzie była wolna, zostały one udostępnione innym pasażerom, chcącym udać się do Anglii. Najtańsze bilety kosztowały 28 funtów, czyli około pięciokrotność średniej tygodniowej płacy na Jamajce. Z oferty skorzystało kilkaset osób, w tym weterani II wojny światowej chcący powrócić do służby wojskowej, jak i emigranci zarobkowi. Statek odwiedził następnie Tampico (Meksyk), Hawanę (Kuba) i Bermudy, a wcześniej zatrzymał się na Trynidadzie. Do Anglii przybył 21 czerwca 1948 roku, zawijając do portu w Tilbury. Na jego pokładzie znajdowało się 1027 pasażerów, w tym 539 osób, których ostatnim miejscem zamieszkania była Jamajka, 139 – Bermudy, 119 – Anglia, 73 – Trynidad, a 66 – Meksyk. Tę ostatnią grupę w całości stanowili polscy uchodźcy, którzy osiedli w Meksyku w 1943 roku. 492 pasażerów było lotnikami RAF-u w służbie czynnej bądź w stanie spoczynku.
Przybycie „Empire Windrush” do Anglii miało symboliczne znaczenie jako pierwszy znaczny napływ imigrantów z brytyjskich kolonii w Indiach Zachodnich i początek fali imigracyjnej ze Wspólnoty Narodów, która trwała do 1971 roku, kiedy to przepisy imigracyjne zostały zaostrzone. Łącznie w Wielkiej Brytanii osiadło w tym czasie ponad 500 tys. osób urodzonych w dawnych i ówczesnych koloniach brytyjskich. Osoby pochodzenia afrokaraibskiego, które przybyły do Wielkiej Brytanii w tym okresie, określa się mianem „pokolenia Windrush” (Windrush generation).
28 marca 1954 roku w siłowni okrętowej doszło do eksplozji, w której następstwie wybuchł pożar. Statek znajdował się wówczas w pobliżu Algieru, w drodze z Jokohamy do Southampton, przewożąc rannych żołnierzy brytyjskich wracających z frontu koreańskiego. Po opuszczeniu pokładu przez załogę i pasażerów statek został wzięty na hol przez niszczyciel HMS „Saintes”, jednak zatonął krótko po północy 30 marca. Zginęło czterech członków załogi.

## Charakterystyka
Długość statku wynosiła 159,35 m (152,43 m długość między pionami), szerokość – 20,22 m, zanurzenie – 8,036 m. Kadłub z pięcioma pokładami, trzykondygnacyjna nadbudówka, dwa kominy. Napęd stanowiły cztery silniki wysokoprężne MAN o mocy 6800 bhp każdy (łącznie 27 200 bhp). Prędkość eksploatacyjna wynosiła 14,5 węzłów.